# Louis Adlon (Schauspieler)
Louis Gustav Adolf Adlon (* 7. Oktober 1907 in Berlin; † 31. März 1947 in Los Angeles, Vereinigte Staaten) war ein deutsch-amerikanischer Schauspieler.

## Leben und Wirken
Der Sohn des gleichnamigen Hoteliers Louis Adlon und der Ottilie geb. Metzger wurde nur wenige Tage vor der feierlichen Eröffnung des legendären Hotel Adlon in der elterlichen Wohnung Unter den Linden 62/63 (heute Unter den Linden 50) geboren. Da die zweite Ehefrau seines Vaters, Hedda, die Kinder von Louis juniors Mutter Tilly nicht um sich haben wollte, wurden der kleine Louis und seine vier Geschwister auf ein Internat geschickt. Nach seinem Schulabschluss entschloss sich Louis Adlon junior im August 1924 zur Auswanderung in die Vereinigten Staaten, wo er ein Auskommen als Sekretär der einst in Berlin zu Starruhm gelangten Stummfilmdiva Pola Negri fand, für die er angeblich auch als Liebhaber zu Diensten gewesen sein soll. Während eines gemeinsamen Berlin-Besuchs residierte das ungleiche Paar im Hotel Adlon und sorgte für einen handfesten Skandal.
1932 holte der ungarische Nachwuchsregisseur Andrew Marton Adlon für eine kleine Rolle in der in Grönland entstandenen Abenteuerfilmkomödie Nordpol – Ahoi! vor die Kamera. Wieder zurück in den USA, wurde Adlon vor allem seit den ausgehenden 1930er Jahren mit Kleinstrollen bedacht. Er spielte häufig teutonische Ausländer, nach Ausbruch des Zweiten Weltkriegs wurde Adlon regelmäßig als Nazi vom Dienst besetzt. Bei Kriegsende beendete Louis Adlon jr. seine wenig beeindruckende Filmkarriere. 
1945 ging er im Auftrag des Zeitungszaren William Randolph Hearst als Presseoffizier ins kriegszerstörte Berlin, wo Adlon auch für das US-State Departments tätig war. Sein erster Artikel handelt vom persönlichen Verlust, der zerstörten Stadt seiner Jugend und dem Tod seines Vaters.  
Noch keine 40 Jahre alt, starb Louis Adlon im Frühjahr 1947 in seiner kalifornischen Wahlheimat an einem Herzinfarkt.

## Filmografie
- 1933: Nordpol – Ahoi!
- 1935: The Girl Friend
- 1939: Ich war ein Spion der Nazis (Confessions of a Nazi Spy)
- 1939: Tanz auf dem Eis (The Ice Follies of 1939)
- 1939: Der Glöckner von Notre Dame (The Hunchback of Notre Dame)
- 1939: Geheimagenten (Espionage Agent)
- 1940: Paul Ehrlich – Ein Leben für die Forschung (Dr. Ehrlich's Magic Bullet)
- 1940: Mystery Sea Raider
- 1940: Ein Mann mit Phantasie (A Dispatch from Reuters)
- 1941: Underground
- 1941: A Chocolate Soldier
- 1941: Syncopation
- 1941/45: I Was a Criminal
- 1942: My Favorite Spy
- 1942: Eagle Squadron
- 1942: Iceland
- 1942: Tarzan und die Nazis (Tarzan Triumphs)
- 1942: Auch Henker sterben (Hangmen Also Die)
- 1943: Einsatz im Nordatlantik (Action in the North Atlantic)
- 1943: Sahara
- 1943: Hostages
- 1944: Resisting Enemy Interrogation
- 1945: Counter Attack
- 1945: Jungle Queen